# Denis de Rougemont
Denis de Rougemont (Couvet, 1906 - Ginebra, 1985), fill d'un pastor de l'Església reformada, estudia Lletres a la Universitat de Neuchâtel. En una estada a Viena coneix Richard Coudenhove-Kalergi, inspirador del moviment paneuropeu, i esdevé ferm partidari de la unió del continent. En 1930 es trasllada a París per a treballar en una nova editorial protestant (Je Sers), que vol aportar elements de reflexió a la crisi material i espiritual que s'abatia sobre Occident. Participa en les reunions ecumèniques del Club du Moulin Vert, bressol del personalisme filosòfic. En el marc d'aquelles reunions funda el moviment Ordre Nouveau en companyia d'altres pensadors com Alexandre Marc o Robert Aron. També col·labora en la revista Esprit, fundada per Emmanuel Mounier.
Mobilitzat a Suïssa durant la II Guerra Mundial, és enviat en missió cultural als Estats Units d'Amèrica, on participa de la rica vida intel·lectual de l'exili europeu, a més de col·laborar en les emissions radiofòniques franceses de La Veu d'Amèrica. Finalitzat el període bèl·lic, centra la seua atenció en el procés de construcció de la unitat europea, propugnant una alternativa més politicocultural que no econòmica, basada en un model autogestionari i federalista, el qual, a cavall entre la dècada de 1960 i 1970, s'obriria a l'horitzó ecoregionalista.
Entre les seues obres més conegudes destaquen L'amour et l'Occident, La part du Diable, L'aventure occidental de l'homme, Vingt-huit siècles d'Europe i L'avenir est notre affaire. En valencià s'ha publicat una selecció de textos titulada Federalisme, personalisme, ecumenisme. La inspiració europea, traduïda i editada per Joan Alfred Martínez i Seguí a la col·lecció Rent de l'editorial Denes.